# Kabinett Nano IV

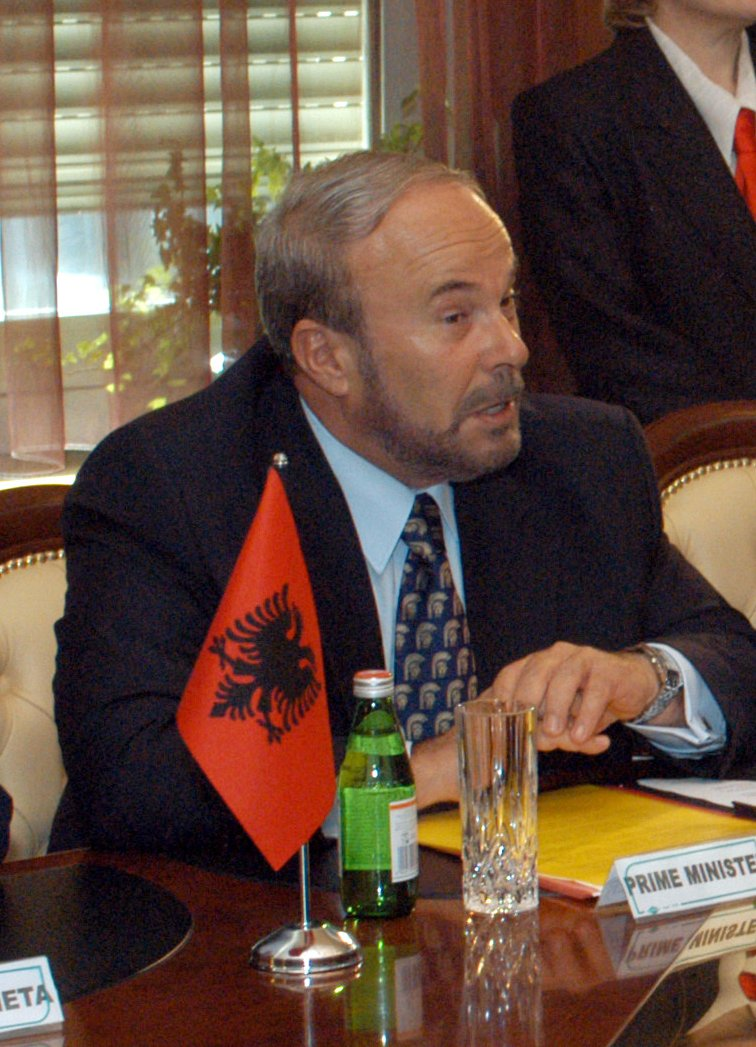
Fatos Nano

Als Kabinett Nano IV wird die von 2002 bis 2005 amtierende albanische Regierung bezeichnet. Sie löste das Kabinett Majko II ab, das seit 2002 im selben Amt gewesen war.
Die Sozialistische Partei und die Agrar- und Umweltpartei bildeten zusammen die Regierung bis zu den Parlamentswahlen im Jahr 2005. Das Kabinett Nano IV wurde 2005 vom Kabinett Berisha I abgelöst.

## Minister
| Amt                                                    | Name             | Partei |
| ------------------------------------------------------ | ---------------- | ------ |
| Ministerpräsident                                      | Fatos Nano       | PS     |
| Stellvertreter des Ministerpräsidenten                 | Ilir Meta        | PS     |
| Außenministerium                                       | Ilir Meta        | PS     |
| Ministerium für Öffentliche Ordnung                    | Luan Rama        | PS     |
| Justizministerium                                      | Spiro Peçi       | PS     |
| Finanzministerium                                      | Kastriot Islami  | PS     |
| Ministerium für Wirtschaft                             | Arben Malaj      | PS     |
| Ministerium für Landwirtschaft                         | Agron Duka       | PS     |
| Ministerium für Integration                            | Sokol Nako       | PS     |
| Gesundheitsministerium                                 | Mustafa Xhani    | PS     |
| Ministerium für Öffentliche Arbeiten                   | Spartak Poci     | PS     |
| Ministerium für Regelung des Territorium und Tourismus | Besnik Dervishi  | PS     |
| Verteidigungsministerium                               | Pandeli Majko    | PS     |
| Umweltministerium                                      | Lufter Xhuveli   | PAA    |
| Kultusministerium                                      | Arta Dade        | PS     |
| Ministerium für Arbeit und Soziale Fragen              | Valentina Leskaj | PS     |
| Ministerium für Energie und Industrie                  | Viktor Doda      | PS     |
| Ministerium für Staatsreformen                         | Blendi Klosi     | PS     |
| Ministerium für Lokalregierungen                       | Ben Blushi       | PS     |
| Bildungsministerium                                    | Luan Memushi     | PS     |